# Skuodas
Skuodas è una città della Lituania, situata nella contea di Klaipėda. Essa è inoltre il capoluogo del comune distrettuale di Skuodas.